# دورانگو (بیسکی)
دورانگو (به اسپانیایی: Durango) یک دهستان در اسپانیا است که در Durangaldea واقع شده‌است. دورانگو ۱۰٫۷۹ کیلومتر مربع مساحت و ۲۸٬۶۱۸ نفر جمعیت دارد و ۱۱۹ متر بالاتر از سطح دریا واقع شده‌است.